# آلساندرو جانلی
آلساندرو جانلی (ایتالیایی: Alessandro Giannelli؛ زادهٔ ۹ اوت ۱۹۶۳) دوچرخه‌سوار اهل ایتالیا است.